# Hyémondans
Hyémondans és un municipi francès situat al departament del Doubs i a la regió de Borgonya - Franc Comtat. L'any 2007 tenia 185 habitants.

## Demografia

### Població
El 2007 la població de fet de Hyémondans era de 185 persones. Hi havia 73 famílies de les quals 19 eren unipersonals (19 homes vivint sols), 19 parelles sense fills, 31 parelles amb fills i 4 famílies monoparentals amb fills.
La població ha evolucionat segons el següent gràfic:
Habitants censats

### Habitatges
El 2007 hi havia 81 habitatges, 74 eren l'habitatge principal de la família, 3 eren segones residències i 4 estaven desocupats. Tots els 81 habitatges eren cases. Dels 74 habitatges principals, 64 estaven ocupats pels seus propietaris, 9 estaven llogats i ocupats pels llogaters i 1 estava cedit a títol gratuït; 5 tenien dues cambres, 8 en tenien tres, 25 en tenien quatre i 36 en tenien cinc o més. 27 habitatges disposaven pel capbaix d'una plaça de pàrquing. A 34 habitatges hi havia un automòbil i a 37 n'hi havia dos o més.

### Piràmide de població
La piràmide de població per edats i sexe el 2009 era:
| Homes | Edats   | Dones |
| ----- | ------- | ----- |
| 0     | 95 o +  | 1     |
| 0     | 90 a 94 | 3     |
| 0     | 85 a 89 | 1     |
| 0     | 80 a 84 | 2     |
| 2     | 75 a 79 | 2     |
| 3     | 70 a 74 | 4     |
| 6     | 65 a 69 | 6     |
| 2     | 60 a 64 | 1     |
| 9     | 55 a 59 | 3     |
| 8     | 50 a 54 | 7     |
| 5     | 45 a 49 | 4     |
| 3     | 40 a 44 | 4     |
| 7     | 35 a 39 | 2     |
| 5     | 30 a 34 | 6     |
| 7     | 25 a 29 | 3     |
| 2     | 20 a 24 | 6     |
| 6     | 15 a 19 | 2     |
| 1     | 10 a 14 | 0     |
| 7     | 5 a 9   | 2     |
| 1     | 0 a 4   | 6     |

## Economia
El 2007 la població en edat de treballar era de 123 persones, 96 eren actives i 27 eren inactives. De les 96 persones actives 87 estaven ocupades (55 homes i 32 dones) i 9 estaven aturades (3 homes i 6 dones). De les 27 persones inactives 8 estaven jubilades, 9 estaven estudiant i 10 estaven classificades com a «altres inactius».

### Ingressos
El 2009 a Hyémondans hi havia 74 unitats fiscals que integraven 192,5 persones, la mediana anual d'ingressos fiscals per persona era de 18.383 €.

### Activitats econòmiques
Dels 2 establiments que hi havia el 2007, 1 era d'una empresa de comerç i reparació d'automòbils i 1 d'una empresa d'hostatgeria i restauració.
L'únic servei als particulars que hi havia el 2009 era un restaurant.
L'any 2000 a Hyémondans hi havia 4 explotacions agrícoles.

## Equipaments sanitaris i escolars
El 2009 hi havia una escola elemental integrada dins d'un grup escolar amb les comunes properes formant una escola dispersa.

## Poblacions més properes
El següent diagrama mostra les poblacions més properes.